# Katarzyna Krasowska
Katarzyna Bożena Krasowska (ur. 28 września 1969 w Opolu) – polska badmintonistka, trenerka, olimpijka z Barcelony 1992, Atlanty 1996 i Sydney 2000.

## Życiorys
Urodzona 28 września 1969 w Opolu, córka Mariana i Anny Zofii Gałązka, absolwentka Zespołu Szkół Ogólnokształcących w Głubczycach (1988) i wrocławskiej AWF (2000), gdzie uzyskała tytuł magistra wf i uprawnienia trenera II kl. Badmintonistka, reprezentantka MKS Zryw Opole, AZS Warszawa, LKS Technik Głubczyce (od 1981).

## Kariera
Trzykrotnie startował w turnieju badmintona na igrzyskach olimpijskich w grze pojedynczej zajmując 17. miejsce w Barcelonie w 1992 roku, 9. miejsce w Atlancie w 1996 roku, 33. miejsce w Sydney w 2000 roku.
Uczestniczka mistrzostw Europy w Herning (1996) i Sofii (1998), gdzie zajmowała 5. miejsce w grze pojedynczej.
Wielokrotna medalistka mistrzostw Polski:
- złota (13x)
  - w grze pojedynczej w latach 1991, 1992, 1993, 1994, 1995, 1996, 1997, 1998, 2000
  - w grze podwójnej w latach 1995, 1997, 1998, 2000
- srebrna (6x)
  - w grze pojedynczej w latach 1990, 2001
  - w grze podwójnej w latach 1987, 1990, 1991
  - w grze mieszanej w roku 1996
- brązowa (3x)
  - w grze podwójnej w latach 1986, 1988, 1989.